# 月刊コント

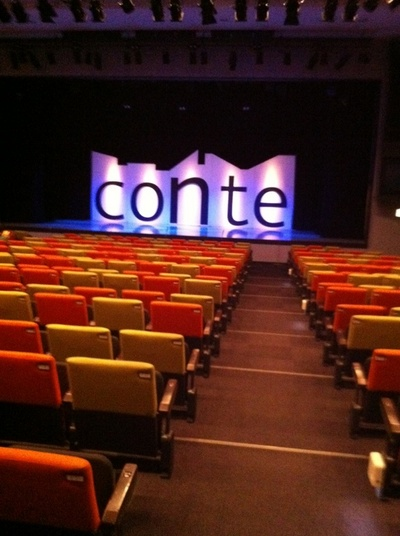
京橋花月での舞台の様子
（2011年11月28日撮影）

『久馬歩編集 月刊コント』（きゅうま あゆむ へんしゅう げっかんコント）は、ザ・プラン9のリーダーである、お〜い!久馬が主催するお笑いイベントである。

## 概要
事務所の枠を越え、毎月5〜6組のコント師が、普段劇場やテレビで演じている自作のコントを披露。
オープニング、コントとコントのブリッジ、エンディング（イベント内では「巻末コント」と表記される）を久馬作のコントでつないでいき、約2時間のイベントが1つのストーリーとして完成する、という内容である。
オープニングコントは、これから始まるストーリーの序章でありながら、出演するコント師の名前を台詞にダジャレとしても織り込んでいく。
名前を紹介されたコント師は、舞台後方に設置された「conte」のセットの「n」のところに影絵として現れ、スクリーンに名前が表示される。
オープニング、ブリッジのコント、「巻末コント」には、ほぼ毎回浅越ゴエ、ヤナギブソン、そして久馬自身も参加している。その他に、吉本のガールズユニットであるつぼみや、アイドルのNMB48、またお笑いだけにとどまらず、スクエアや伊藤修子、ヨーロッパ企画など、舞台で活躍している俳優なども参加している。
毎月告知に使われるフライヤーやポスター、またオープニングVTRは、少年マンガ誌のようなデザインが特徴で、そのグラビアアイドル役を毎回久馬自身が務めている。
また、【増刊号】など節目のイベントでは、プラン9のメンバーが一緒に、フライヤーやVTRでポーズをとっている。

## 過去の公演
特に表記のないものは吉本興業所属。
また、プラン9のメンバーがあえて個々で表記されている場合は、ザ・プラン9としての自身のコントは行わず、ブリッジのコントのみの出演となる。
| 日数                                                                                               | 会場                                       | 出演者 |
| -------------------------------------------------------------------------------------------------- | ------------------------------------------ | --- |
| 2009年7月29日（水曜日）創刊号                                                                      | 京橋花月                                   | バッファロー吾郎 ほっしゃん。 とろサーモン ソーセージ（解散） DA-DA（松竹芸能） ラバーガール（プロダクション人力舎） 田嶋杏子 山村涼子（以上、デス電所） お〜い!久馬 浅越ゴエ なだぎ武 ヤナギブソン |
| 2009年8月27日（木曜日）                                                                            | 京橋花月                                   | リットン調査団 土肥ポン太 テンダラー かりんとう チョップリン（松竹芸能） ロッチ（ワタナベエンターテインメント） 山口尋美 橋爪未萌里（以上、劇団赤鬼） お〜い！久馬 浅越ゴエ ヤナギブソン |
| 2009年9月18日（金曜日）                                                                            | 京橋花月                                   | レギュラー 麒麟 グランジ クロスバー直撃 ザ・ギース（ASH&Dコーポレーション） キングオブコメディ（プロダクション人力舎） 西村直子 山脇唯（以上、ヨーロッパ企画） お〜い！久馬 浅越ゴエ ヤナギブソン |
| 2009年10月22日（木曜日）                                                                           | 京橋花月                                   | Wコミック ファミリーレストラン 天津 ダイアン シャングリラ（解散） 超新塾（ワタナベエンターテインメント） 宇都宮まき 酒井藍（以上、吉本新喜劇） お〜い！久馬 浅越ゴエ なだぎ武 ヤナギブゾン |
| 2009年11月19日（木曜日） 増刊号                                                                    | 京橋花月                                   | ザ・プラン9 シャンプーハット ランディーズ ロザン カナリア ビーフケーキ ライス ザブングル（ワタナベエンターテインメント） アルコ&ピース（当時はSMA NEET Project 以下、「SMA」） チョップリン（松竹芸能） 田嶋杏子 山村涼子（以上、デス電所） |
| 2009年12月21日（月曜日）                                                                           | 京橋花月                                   | トータルテンボス ピース GAG少年楽団 いがわゆり蚊 フラミンゴ（FMG） どぶろっく（浅井企画） 稲垣早希 浅本美加（キンチャク） お〜い！久馬 浅越ゴエ ヤナギブソン |
| 2010年1月19日（火曜日）新春号                                                                      | 京橋花月                                   | 小籔千豊 東京ダイナマイト 極悪連合 天竺鼠 アンガールズ（ワタナベエンターテインメント） トップリード（太田プロダクション） 西村直子 山脇唯（以上、ヨーロッパ企画） お〜い！久馬 浅越ゴエ なだぎ武 ヤナギブソン（以上、ザ・プラン9） |
| 2010年2月26日（金曜日）別冊号                                                                      | 品川よしもとプリンスシアター（現在は閉館） | 2丁拳銃 友近 モンスターエンジン 椿鬼奴 TKO（松竹芸能） どきどきキャンプ（ケイダッシュステージ） 武内由紀子 児玉絹世 お〜い！久馬 なだぎ武 ヤナギブソン（以上、ザ・プラン9） |
| 2010年3月31日（水曜日）                                                                            | 京橋花月                                   | フットボールアワー（フットのコントにのみ、客演で五十嵐サキ（吉本新喜劇）） 犬の心 ラフ・コントロール 藤崎マーケット いとうあさこ（マセキ芸能社） 北陽（プロダクション人力舎） 山口尋美 田川徳子（以上、劇団赤鬼） お〜い！久馬 浅越ゴエ なだぎ武 ヤナギブソン（以上、ザ・プラン9） |
| 2010年4月19日（月曜日）                                                                            | 京橋花月                                   | ザ・プラン9 ロバート 千鳥 かまいたち ハリウッドザコシショウ（SMA） 東京03（プロダクション人力舎） 大川原瑞穂 吉川莉早（以上、悪い芝居） |
| 2010年5月26日（水曜日）                                                                            | 京橋花月                                   | フルーツポンチ 銀シャリ ジャングルポケット 渡辺直美 イワイガワ（浅井企画） ビーグル38（松竹芸能） 村里春奈 大江雅子（以上、尼崎ロマンポルノ） お〜い！久馬 浅越ゴエ なだぎ武 ヤナギブソン（以上、ザ・プラン9） |
| 2010年6月17日（木曜日）                                                                            | 京橋花月                                   | ダイノジ NON STYLE span! スクエア（劇団） サンドウィッチマン（フラットファイヴ） エレキコミック（トゥインクル・コーポレーション） 田嶋杏子、山村涼子（以上、デス電所） お〜い！久馬 浅越ゴエ なだぎ武 ヤナギブソン（以上、ザ・プラン9） |
| 2010年7月29日（木曜日）創刊1周年 増刊号                                                            | 京橋花月                                   | ザ・プラン9 バッファロー吾郎 世界のナベアツ（現・桂三度） 水玉れっぷう隊 後藤秀樹 野性爆弾 キュートン インスタントジョンソン（太田プロダクション） ザ・ギース（ASH&Dコーポレーション） 恋愛小説家（松竹芸能） 田川徳子 橋爪未萌里（以上、劇団赤鬼） 浅本美加 安田由紀奈（以上、キンチャク） |
| 2010年8月23日（月曜日）                                                                            | 品川よしもとプリンスシアター               | ザ・プラン9 インパルス ニブンノゴ! パンサー ラバーガール（プロダクション人力舎） カレー（トゥインクル・コーポレーション） |
| 2010年9月19日（日曜日）臨時発売号                                                                  | なんばグランド花月                         | ザ・プラン9 ケンドーコバヤシ 麒麟 GAG少年楽団 ヨーロッパ企画（劇団）（永野宗典、酒井善史、角田貴志、山脇唯） |
| 2010年10月28日（木曜日）                                                                           | 品川よしもとプリンスシアター               | COWCOW レイザーラモン 少年少女 もう中学生 スピードワゴン（ホリプロコム） キングオブコメディ（プロダクション人力舎） お〜い！久馬 浅越ゴエ なだぎ武 ヤナギブソン（以上、ザ・プラン9） |
| 2010年11月25日（木曜日）                                                                           | 品川よしもとプリンスシアター               | ダイアン ジューシーズ チーモンチョーチュウ インポッシブル シャカ（ワタナベエンターテインメント） ずん（浅井企画） お〜い！久馬 浅越ゴエ なだぎ武 ヤナギブソン（以上、ザ・プラン9） |
| 2010年12月20日（月曜日）                                                                           | 品川よしもとプリンスシアター               | 陣内智則 エハラマサヒロ カナリア ポラロイドマガジン リー5世 鬼ヶ島（プロダクション人力舎） フラミンゴ（FMG） 中川ヨーコ 辺見チヅコ（以上、キッチン！） お〜い！久馬 浅越ゴエ ヤナギブソン |
| 2011年1月26日（水曜日）                                                                            | 品川よしもとプリンスシアター               | ザ・プラン9 中川家 テンダラー 東京ダイナマイト ハイキングウォーキング アジアン ノンスモーキン ネゴシックス エレキコミック（トゥインクル・コーポレーション） 夜ふかしの会（当時はフリー） |
| 2011年2月28日（月曜日）                                                                            | 品川よしもとプリンスシアター               | カリカ 犬の心 POISON GIRL BAND ライス しずる ななめ45°（ホリプロコム） 北陽（プロダクション人力舎） お〜い！久馬 浅越ゴエ なだぎ武 ヤナギブソン（以上、ザ・プラン9） |
| 2011年3月30日（水曜日）                                                                            | 京橋花月                                   | ザ・プラン9 2丁拳銃 FUJIWARA 平成ノブシコブシ スリムクラブ さらば青春の光（松竹芸能） 東京03（プロダクション人力舎） 武内由紀子 熊谷奈美（昭和プロタクション） |
| 2011年4月25日（月曜日）                                                                            | 品川よしもとプリンスシアター               | ザ・プラン9 キュートン あべこうじ 佐久間一行 稲垣早希 チョップリン（松竹芸能） セクシー寄席（WAHAHA本舗） |
| 2011年5月27日（金曜日）                                                                            | 京橋花月                                   | ペナルティ サバンナ ダイノジ 2700 ソーセージ 安田大サーカス（松竹芸能） ザ・ゴールデンゴールデン（ワタナベエンターテインメント） 山脇唯（ヨーロッパ企画） なるみ お〜い！久馬 浅越ゴエ なだぎ武 ヤナギブソン（以上、ザ・プラン9） |
| 2011年6月27日（月曜日）                                                                            | 品川よしもとプリンスシアター               | グランジ モストデンジャラストリオ ジャングルポケット パンサー フラミンゴ（FMG） ヨーロッパ企画（永野宗典、石田剛太、諏訪雅） 加藤茉奈 小寺真理、内藤 梨沙（以上、つぼみ） お〜い！久馬 浅越ゴエ なだぎ武 ヤナギブソン（以上、ザ・プラン9） |
| 2011年7月28日（木曜日）2周年祇園号                                                                 | 京都・よしもと祇園花月                     | 野性爆弾 ロバート パンクブーブー モンスターエンジン キングオブコメディ（プロダクション人力舎） たんぽぽ（ホリプロ） 中西邦子（劇団925） HIROKA（つぼみ） お〜い！久馬 浅越ゴエ なだぎ武 ヤナギブソン（以上、ザ・プラン9） |
| 2011年8月22日（月曜日）                                                                            | 品川よしもとプリンスシアター               | ザ・プラン9 ハリガネロック NON STYLE ゆったり感 渡辺直美 ザブングル（ワタナベエンターテインメント） うしろシティ（松竹芸能） 野口かおる（双数姉妹） |
| 2011年9月30日（金曜日）                                                                            | 京橋花月                                   | 土肥ポン太 ロザン Bコース 天竺鼠 プリマ旦那 我が家（ワタナベエンターテインメント） トップリード（太田プロダクション） 前田真希、前田まみ（以上、吉本新喜劇） お〜い！久馬 浅越ゴエ ヤナギブソン |
| 2011年10月24日（月曜日）                                                                           | ルミネtheよしもと                          | ライセンス 河本準一（次長課長） アップダウン ラフ・コントロール チョコレートプラネット ラブレターズ（ASH&Dコーポレーション） バイきんぐ（SMA） 武内由紀子 平田敦子 お〜い！久馬 浅越ゴエ ヤナギブソン |
| 2011年11月28日（月曜日）京橋花月追悼号                                                             | 京橋花月（閉館）                           | お〜い！久馬 浅越ゴエ ヤナギブソン 変ホ長調（フリー） スクエア 石原正一ショー 川下大洋 今井希代、福田麻貴（以上、マキヨ） 山口綾子、小寺真理（以上、りんご飴） |
| 2011年11月30日（水曜日）別冊グランド号                                                             | なんばグランド花月                         | ザ・プラン9 千原兄弟 BODY（増谷キートン、椿鬼奴） 川畑泰史with新喜劇メンバー（すっちー、松浦真也、金原早苗） キングコング チョップリン（松竹芸能） 松下アキラ、福本ヒデ（以上、ザ・ニュースペーパー）（tnpカンパニー） 海原やすよ・ともこ 門脇佳奈子、小谷里歩、白間美瑠、木下春奈（以上、NMB48） |
| 2012年1月11日（水曜日）                                                                            | ルミネtheよしもと                          | ザ・プラン9 スリムクラブ 御茶ノ水男子 増谷キートン ナイスなやつら（西野亮廣（キングコング）、石田明（NON STYLE）） アンジャッシュ（プロダクション人力舎） ハリウッドザコシショウ（SMA） 田嶋杏子 山村涼子（以上、デス電所） |
| 2012年2月13日（月曜日）                                                                            | ルミネtheよしもと                          | 博多華丸・大吉 佐久間一行 ソーセージ シソンヌ アンガールズ（ワタナベエンターテインメント） チョップリン（松竹芸能） 前田真希、前田まみ（以上、吉本新喜劇） お〜い！久馬 浅越ゴエ ヤナギブソン |
| 2012年3月1日（日曜日）                                                                             | 5upよしもと                                | COWCOW ニブンノゴ！ ビーフケーキ アイロンヘッド X-GUN（ホリプロコム） さらば青春の光（松竹芸能） 西川忠志 浅本美加（キンチャク） 加藤茉奈、内藤 梨沙（以上、つぼみ） お〜い！久馬 浅越ゴエ ヤナギブソン |
| 2012年4月30日（月曜日）                                                                            | ルミネtheよしもと                          | 野性爆弾 ロバート しずる バッドボーイズ エレキコミック（トゥインクル・コーポレーション） バイきんぐ（SMA） レイザーラモン ちすん 平田敦子 お〜い！久馬 浅越ゴエ ヤナギブソン |
| 2012年5月28日（月曜日）                                                                            | ルミネtheよしもと                          | 2丁拳銃 バッファロー吾郎 サバンナ アームストロング 出雲阿国 ジグザグジギー（マセキ芸能社） 鬼ヶ島（プロダクション人力舎） 山本吉貴 シューレスジョー 武内由紀子 大好物なんしぃ 小笠原茉由、岸野里香（以上、NMB48） お〜い！久馬 |
| 2012年6月27日（月曜日）                                                                            | ルミネtheよしもと                          | 天津 フルーツポンチ 東京ダイナマイト モンスターエンジン トップリード（太田プロダクション） ザブングル（ワタナベエンターテインメント） 鈴木那奈 タカダコーポレーション大貫 お〜い！久馬 浅越ゴエ ヤナギブソン |
| 2012年7月29日（日曜日）3周年グランド号                                                             | なんばグランド花月                         | ザ・プラン9 バッファロー吾郎 千鳥 辻本茂雄SP（島川学（へびいちご）、後藤秀樹、平山昌雄） 清水ミチコ（ジャムハウス） キングオブコメディ（プロダクション人力舎） なるみ 近藤夏子（SUPALOVE） 福田麻貴、杉山優華、松下千紘、八木沙季、今井希世、加藤茉奈（以上、つぼみ） |
| 2012年8月22日（水曜日）                                                                            | ルミネtheよしもと                          | ザ・プラン9 平成ノブシコブシ NON STYLE 銀シャリ マキタスポーツ（オフィス北野） 磁石（ホリプロコム） 野口かおる 磯山さやか（ホリ・エージェンシー） |
| 2012年9月30日（日曜日）                                                                            | 5upよしもと                                | ザ・プラン9（なだぎの出演はなし） 井上マー スマイル 学天即 シンデレラエキスプレス（松竹芸能） バイきんぐ（SMA） 山口綾子、小寺真理（以上、りんご飴） 中上亜耶（つぼみ） |
| 2012年10月31日（水曜日）                                                                           | ルミネtheよしもと                          | ザ・プラン9 FUJIWARA かまいたち 2700 バイきんぐ（SMA） ニッチェ（マセキ芸能社） 伊藤修子（拙者ムニエル） 安藤聖（コムレイド） |
| 2012年11月25日（日曜日）                                                                           | 5upよしもと                                | ザ・プラン9 インポッシブル GAG少年楽団 トット スクエア（劇団） うしろシティ（松竹芸能） 尼神インター 今井希代、福田麻貴（以上、マキヨ） |
| 2012年12月19日（水曜日）年末号                                                                     | ルミネtheよしもと                          | Bコース ガリットチュウ 森三中 ピース モンスターエンジン チョップリン（松竹芸能） 夜ふかしの会（ワタナベエンターテインメント） 小松利昌（キューブ） お〜い！久馬 浅越ゴエ ヤナギブソン |
| 2013年1月27日（日曜日）                                                                            | 5upよしもと                                | テンダラー ファミリーレストラン スーパーマラドーナ クロスバー直撃 アインシュタイン AMEMIYA（SMA） ラバーガール（プロダクション人力舎） 前田耕陽 小塚舞子（舞夢プロ） 福田麻貴、加藤茉奈（以上、つぼみ） 浅本美加 お〜い！久馬 浅越ゴエ ヤナギブソン |
| 2013年2月20日（水曜日）                                                                            | ルミネtheよしもと                          | ザ・プラン9×しずる マンボウやしろ 犬の心 POISON GIRL BAND ライス かたつむり チャド・マレーン（チャド・マレーン） 神奈月（太田プロ） かもめんたる（サンミュージック） 中野公美子 大好物なんしぃ 平田敦子 |
| 2013年3月14日（木曜日）別冊グランド号                                                              | なんばグランド花月                         | ザ・プラン9×板尾創路（130R） 野性爆弾 ライセンス 天竺鼠 ピンクの電話（石井光三オフィス） チキチキジョニー（松竹芸能） 山内圭哉（Piper） 三浦マイルド 加藤茉奈、山口綾子、小寺真理（以上、つぼみ） |
| 2013年4月29日（月曜日）                                                                            | ルミネtheよしもと                          | ザ・プラン9 大阪NSC8期生スペシャルユニット（バッファロー吾郎＆なだぎ武＆大山英雄＆遠藤かおる＆鈴木那奈） 東京ダイナマイト アームストロング シソンヌ が〜まるちょば（ブレインズアンドハーツ） 大器晩成（阿佐ヶ谷姉妹（ASH&Dコーポレーション）＆変ホ長調（フリー）） THE 冠（POWERPLAY） 福本愛菜、谷川愛梨（以上、NMB48） |
| 2013年5月31日（金曜日）ヤング号                                                                    | 5upよしもと                                | ザ・プラン9 アキナ ビーフケーキ 祇園 ななまがり スパイク アンドーひであき（プロスパー） ウエストランド（タイタン） バイク川崎バイク 福田麻貴（つぼみ） シュークリーム（つぼみ） |
| 2013年6月10日（月曜日）                                                                            | ルミネtheよしもと                          | ザ・プラン9 木村祐一 ペナルティ インパルス ロバート プラスマイナス 宇宙野武士（ハリウッドザコシショウ なだぎ武、ヤナギブソン（以上、ザ・プラン9）） ホリ 福田転球 小川菜摘 武内由紀子 大好物なんしぃ、ほか |
| 2013年7月10日（水曜日）4周年グランド号                                                             | なんばグランド花月                         | ザ・プラン9 テンダラー レイザーラモン ナイスなやつら（西野亮廣（キングコング）、石田明（NON STYLE）） ウーマンラッシュアワー 鳥居みゆき（サンミュージックプロダクション） ヨーロッパ企画（石田剛太・角田貴志・土佐和成・中川晴樹・西村直子・本多力） ほんこん（130R） なるみ 久本雅美（WAHAHA本舗） 加藤茉奈、中上亜耶（以上、つぼみ） |
| 2013年8月28日（水曜日）納涼号                                                                      | ルミネtheよしもと                          | ザ・プラン9 中川家 パンクブーブー レギュラー なかやまきんに君 ジューシーズ 島田秀平（ホリプロコム） BBゴロー（トップカラー） ジンカーズ（フリー） さらば青春の光（フリー） ミドリカワ書房（徳間ジャパンコミュニケーションズ） 枝村明子、谷川友梨（元・漫天のゆり、現在は吉本新喜劇（東京）） |
| 2013年9月14日（土曜日）                                                                            | 5upよしもと                                | ザ・プラン9 村上ショージユニット（村上ショージ、ヤナギブソン（ザ・プラン9）、三浦マイルド） バッファロー吾郎 ミサイルマン プリマ旦那 チョップリン（松竹芸能） 狩野英孝（マセキ芸能社） 田中涼子（K-point） 山本晶子 福田麻貴（つぼみ） |
| 2013年10月30日（水曜日）                                                                           | ルミネtheよしもと                          | ザ・プラン9 しずる はんにゃ ニューヨーク アルコ＆ピース（太田プロダクション） ジグザグジギー（マセキ芸能社） 中野公美子 国崎恵美 |
| 2013年11月22日（金曜日）                                                                           | 5upよしもと                                | 藤崎マーケット 和牛 シソンヌ あばれる君（ワタナベエンターテインメント） 団長安田（安田大サーカス）（松竹芸能） 森脇健児（松竹芸能） 加藤茉奈（つぼみ） 井上安世（吉本新喜劇） お〜い！久馬 浅越ゴエ なだぎ武 ヤナギブソン（以上、ザ・プラン9） |
| 2013年12月31日（火曜日）年越し号                                                                   | 5upよしもと                                | ザ・プラン9 剣喜劇（カートヤング、犬の心、スーパーマラドーナ） ヘッドライト モンスターエンジン 女と男 チョップリン（松竹芸能） トップリード（太田プロダクション） 西島三郎 池山心（しましまんず） つぼみ（よしもとガールズユニット） |
| 2014年1月21日（火曜日） ZAZA号                                                                     | 道頓堀ZAZA HOUSE                           | 【昼公演】 ザ・プラン9（お〜い！久馬、浅越ゴエ、ヤナギブソン）×土肥ポン太×西川忠志（吉本新喜劇）ユニット ビーフケーキ カーニバル ヒューマン中村 永野（グレープカンパニー） 矢野勝也（矢野・兵動） シュークリーム（つぼみ） 【夜公演】 ザ・プラン9（お〜い！久馬、浅越ゴエ、ヤナギブソン）×土肥ポン太×西川忠志（吉本新喜劇）ユニット ビーフケーキ カーニバル ヒューマン中村 永野（グレープカンパニー） 矢野勝也（矢野・兵動） 山口綾子、小寺真理（以上、りんごあめ（つぼみ）） 初の昼夜2回公演である。 |
| 2014年2月19日（水曜日）別冊グランド号                                                              | なんばグランド花月                         | ザ・プラン9 黒田SP（黒田有（メッセンジャー）、ギャロップ、大島和久（吉本新喜劇）、井上安世（吉本新喜劇）） トータルテンボス アジアン GAG少年楽団 ずん（浅井企画） 嘉門達夫（さくら咲く） 130R 前田真希（吉本新喜劇） |
| 2014年3月30日（日曜日）                                                                            | ルミネtheよしもと                          | ザ・プラン9 2丁拳銃 チョコンヌ（チョコレートプラネット、シソンヌ） ソラシド ジャングルポケット ニッチェ（マセキ芸能社） 新選組リアン ちすん 武内由紀子 |
| 2014年4月19日（土曜日）                                                                            | 5upよしもと                                | ザ・プラン9 キングコング 天竺鼠 ビーフケーキ 吉田たち かもめんたる（サンミュージックプロダクション） かのうとおっさん（嘉納みなこ、有北雅彦） ハイヒールリンゴ 福田充徳（チュートリアル） 樋口みどりこ（つぼみ） 人妻ニャンコ |
| 2014年5月24日（土曜日）HEP号                                                                       | HEP HALL                                   | ザ・プラン9 ミサイルマン ジュリエッタ 石原正一ショー（石原正一、永津真奈（aripe）、田川徳子（劇団赤鬼）） トライアングル（松竹芸能） 川田広樹（ガレッジセール） 近藤夏子（SUPA LOVE） 劇団patch(松井勇歩、杞山星璃)（ワタナベエンターテインメント） 坂田利夫 昼夜2回公演。 |
| 2014年6月15日（日曜日）                                                                            | HEP HALL                                   | 東京ダイナマイト 中山女子短期大学 アキナ 小森園ひろし Gたかし（サンミュージックプロダクション） さらば青春の光（フリー） 田中涼子（K-point） シュークリーム（つぼみ） お〜い！久馬 ヤナギブソン（以上、ザ・プラン9） |
| 2014年7月30日（水曜日）5周年グランド号                                                             | なんばグランド花月                         | ザ・プラン9 バッファロー吾郎 水玉れっぷう隊SP テンダラー フルーツポンチ バイきんぐ（SMA） 日本エレキテル連合（タイタン） エスパー伊東（アネット） 彩羽真矢（シンフォニア） 福田充徳（チュートリアル） 井上安世（吉本新喜劇） 佐藤太一郎（吉本新喜劇） 未知やすえ（吉本新喜劇） |
| 2014年8月30日（土曜日）浅草号                                                                      | よしもと浅草花月                           | すいているのに相席（バッファロー吾郎A、高橋健一（キングオブコメディ）、山脇唯） 最高の玩具（藤原一裕（ライセンス）、安達健太郎（カナリア）） 犬の心 ライス フラミンゴ（TMG） ブ江ノスアイレス（鳥居みゆき、ラブ守永、こばやし画伯、ヤマダサトシ） 福田麻貴 お〜い！久馬 浅越ゴエ ヤナギブソン |
| 2014年9月27日（土曜日）                                                                            | 5upよしもと                                | 土肥ポン太 しずる 銀シャリ ギャーギャーギャー（山名文和（アキナ）、帽子屋・お松、近藤貴嗣（ビーフケーキ）、守谷日和、 酒井孝太（ジソンシン）） ヒガシ逢ウサカ ムービーズ（松竹芸能） 末成由美（吉本新喜劇） 秋山賢太（アキナ） 松尾充駿（ビーフケーキ） 下村啓太（ジソンシン） 樋口みどりこ 恵梨華 お〜い！久馬 浅越ゴエ ヤナギブソン |
| 2014年10月20日（月曜日）                                                                           | 道頓堀ZAZA HOUSE                           | お〜い！久馬 浅越ゴエ ヤナギブソン プリマ旦那 守谷日和 馬と魚 テント 宇都宮まき（吉本新喜劇） やまもとまさみ（佐藤企画） エレガンス高島（劇団Patch） 井上拓哉（劇団Patch） |
| 2014年11月30日（日曜日）                                                                           | 浅草花月                                   | 5GAP グランジ（五明拓弥、佐藤大） シソンヌ チョコレートプラネット トーキョーハイライト（諸岡立身、高木稟、足立信彦） かもめんたる（サンミュージックプロダクション） 野口かおる 田中涼子（K-point） お〜い！久馬 ヤナギブソン |
| 2014年12月24日（水曜日）聖夜号                                                                     | HEP HALL                                   | お〜い！久馬 ヤナギブソン ファミリーレストラン タナからイケダ 祇園 トット ヒューマン中村 吉田たち カバと爆ノ介 コマンダンテ ジソンシン 男性ブランコ グイグイ大脇 HIROKA 橋爪未萠里(劇団赤鬼) 昼夜2回公演。 |
| 2015年1月20日（火曜日）                                                                            | HEP HALL                                   | ザ・プラン9（17：30からの公演のみ、久馬・浅越・ギブソン） 銀シャリ アキナ クロスバー直撃 ビーフケーキ 尼神インター ヒガシ逢ウサカ 小森園ひろし コロコロチキチキペッパーズ ZAZY 人妻ニャンコ ゆりやんレトリィバァ 川下大洋 昼夜2回公演。 |
| 2015年2月23日（月曜日）                                                                            | HEP HALL                                   | 藤崎マーケット 和牛 かまいたち モンスターエンジン アインシュタイン アイロンヘッド プリマ旦那 てんしとあくま もりやすバンバンビガロ 堀川絵美 お～い！久馬 浅越ゴエ ヤナギブソン 昼夜2回公演 |
| 2015年3月15日（日曜日）別冊グランド号                                                              | なんばグランド花月                         | ザ・プラン9 今田耕司 シャンプーハット ダイアン ミサイルマン とにかく明るい安村 シソンヌ バンビーノ 三四郎（マセキ芸能社） キンタロー。（松竹芸能） 未知やすえ 福本愛菜 |
| 2015年4月26日（日曜日）浅草号                                                                      | 浅草花月                                   | ザ・プラン9 竹若元博（バッファロー吾郎） ソラシド 吉本一発屋オールスターズ（レイザーラモンHG、レギュラー、ムーディ勝山） エレファンツ エグスプロージョン エレキコミック（トゥインクル・コーポレーション） チョップリン（松竹芸能） ケン（水玉れっぷう隊） |
| 2015年5月10日（日曜日）、11日（月曜日）、12日（火曜日）吉本新喜劇号                                | なんばグランド花月                         | ザ・プラン9 すっちー 浅香あき恵 清水けんじ 吉田裕 松浦真也 今別府直之 酒井藍 井上安世 森田まりこ 天竺鼠 アキナ 和牛 アインシュタイン 藤井隆 しずちゃん（南海キャンディーズ） ラバーガール（人力舎） 天龍源一郎（天龍プロジェクト） 【日替わりゲスト】 バッファロー吾郎A（バッファロー吾郎）（10日） 野性爆弾（11日） ケンドーコバヤシ（12日） |
| 2015年6月28日（日曜日）                                                                            | よしもと漫才劇場                           | ザ・プラン9 テンダラー 藤崎マーケット ギャーギャーギャー（山名文和（アキナ）、帽子屋・お松、近藤貴嗣（ビーフケーキ）、守谷日和、 酒井孝太（ジソンシン）） シンクロック セルライトスパ 8.6秒バズーカー シュークリーム マツモトクラブ |
| 2015年7月12日（日曜日）6周年グランド号                                                             | なんばグランド花月                         | ザ・プラン9 千原ジュニア（千原兄弟） 水玉れっぷう隊 笑い飯 千鳥 石田明（NON STYLE） かまいたち 鳥居ペイジ（鳥居みゆき、藤井ペイジ）（サンミュージックプロダクション） スピードワゴン（ホリプロコム） 西川忠志 岩尾望（フットボールアワー） 彩羽真矢（シンフォニア） |
| 2015年8月8日（土曜日）                                                                             | よしもと漫才劇場                           | ザ・プラン9 野沢直子 ロザン 青空 モンスターエンジン 矢野号 アイロンヘッド コロコロチキチキペッパーズ ガンバレルーヤ 田村裕（麒麟） 樋口みどりこ（つぼみ） |
| 2015年9月6日（日曜日）                                                                             | よしもと漫才劇場                           | ザ・プラン9 土肥ポン太 アキナ ビーフケーキ 学天即 ヒガシ逢ウサカ ゆりやんレトリィバァ やまもとまさみ（佐藤企画） 西川かの子 村越周司 田渕法明 恵梨華（つぼみ） |
| 2015年10月10日（土曜日）                                                                           | よしもと漫才劇場                           | ザ・プラン9 やなぎ浩二（吉本新喜劇） 野性爆弾 守谷日和 カバと爆ノ介 男性ブランコ 8.6秒バズーカー ラニーノーズ チョップリン（松竹芸能） 桂ぽんぽ娘 丹下真寿美 しより（つぼみ） |
| 2015年10月29日（火曜日）月刊コントを語ろう                                                         | 心斎橋ZAZA POKET'S                         | 出演者：お～い！久馬、ビーフケーキ近藤、アキナ山名 ※【月刊コントを振り返る】というテーマでのトークイベントが初開催された |
| 2015年11月15日（日曜日）                                                                           | よしもと漫才劇場                           | ザ・プラン9 里見まさと（ザ・ぼんち） バッファロー吾郎A 大人のコント（あいはら（メッセンジャー）、月亭八光、おいでやす小田、ジュリエッタ） 銀シャリ ヒューマン中村 祇園 尼神インター バンビーノ 松井勇歩（劇団Patch） 小寺真理（吉本新喜劇） |
| 2015年12月12日（土曜日）                                                                           | よしもと漫才劇場                           | ザ・プラン9 FUJIWARA テンダラー 藤崎マーケット 天竺鼠 吉田たち ガンバレルーヤ カブレラ（松竹芸能） 石原正一（石原正一ショー） 川畑泰史（吉本新喜劇） 彩羽真矢（シンフォニア） 稲田美紀（紅しょうが） |
| 2016年1月17日（日曜日）                                                                            | よしもと漫才劇場                           | ザ・プラン9 村上ショージユニット（村上ショージ、ギャロップ、楠本見恵子、おいでやす小田、よね皮ホホ骨（くるくるコミック）） 笑い飯 かまいたち クロスバー直撃 セルライトスパ ロングコートダディ エグスプロージョン 数学AB ひぐちとえりか（つぼみ） |
| 2016年2月12日（金曜日）別冊グランド号                                                              | なんばグランド花月                         | ザ・プラン9×間寛平×福本愛菜 ダチョウ倶楽部（太田プロダクション） ミサイルマン モンスターエンジン アキナ アインシュタイン バイク川崎バイク シソンヌ 佐藤＆レイチェル（佐藤太一郎、レイチェル） トレンディエンジェル アキ（吉本新喜劇） 黒沢かずこ（森三中） 岡田直子 井上安世 |
| 2016年3月12日（土曜日）                                                                            | よしもと漫才劇場                           | ザ・プラン9 竹若元博（バッファロー吾郎） へびいちご 野性爆弾 中山功太 ビーフケーキ 守谷日和 大自然 蛙亭 ハリウッドザコシショウ（SMA） 中上亜耶 松村恵美 |
| 2016年4月10日（土曜日）                                                                            | よしもと漫才劇場                           | ザ・プラン9 桂三度 ケンドーコバヤシ 中川パラダイス（ウーマンラッシュアワー） てんしとあくま コマンダンテ ヘンダーソン ヒガシ逢ウサカ 男性ブランコ チョップリン（松竹芸能） 紅しょうが 人妻ニャンコ 彩羽真矢（シンフォニア） |
| 2016年5月22日（日曜日）ピン号                                                                      | よしもと漫才劇場                           | お〜い！久馬 浅越ゴエ ヤナギブソン シルク 土肥ポン太 佐久間一行 友近 おいでやす小田 中山女子短期大学 ZAZY マツモトクラブ（SMA） シュークリーム |
| 2016年6月25日（土曜日）                                                                            | よしもと漫才劇場                           | ザ・プラン9 ヘッドライト POISON GIRL BAND 尼神インター カバと爆ノ介 シンクロック マルセイユ 茜チーフ 日本エレキテル連合（タイタン） エグスプロージョン あきら（ものまね・アラジン） |
| 2016年7月10日（日曜日）7周年グランド号                                                             | なんばグランド花月                         | ザ・プラン9 今くるよ 蛍原徹（雨上がり決死隊） 高山トモヒロ（ケツカッチン） テンダラー ジャルジャル かまいたち 天竺鼠 学天即 ビーフケーキ アキ（水玉れっぷう隊・吉本新喜劇） 井上安世（吉本新喜劇） もりすけ（吉本新喜劇） 永野（グレープカンパニー） |
| 2016年8月21日（日曜日）                                                                            | よしもと漫才劇場                           | ザ・プラン9 しずる タナからイケダ 祇園 プリマ旦那 アキナ ジュリエッタ ラフ次元 トット 絶対アイシテルズ 大塚宣幸（ワタナベエンターテインメント） 橋爪未萌里（劇団赤鬼） |
| 2016年9月25日（日曜日）ファミリー号                                                                | よしもと漫才劇場                           | ザ・プラン9 阿佐ヶ谷姉妹（ASH&Dコーポレーション） こいで兄弟 武将様とゴエ爺（岩部彰（ミサイルマン）、浅越ゴエ） ファミリーレストラン 吉田たち ミキ どんぐり兄弟（松竹芸能） Dr.ハインリッヒ 前田真希、前田まみ（吉本新喜劇） 中條健一、秋田久美子（吉本新喜劇） 柳谷奏（ヤナギブソン娘） |
| 2016年10月30日（日曜日）                                                                           | よしもと漫才劇場                           | ザ・プラン9 おかけんた セルライトスパ ヒガシ逢ウサカ クラスメイト ラニーノーズ 大自然 霜降り明星 すみれ塚歌劇団（堀川絵美、彩羽真矢（シンフォニア）） 爆ノ介 清友 鮫島幸恵（吉本新喜劇） かもめんたる（サンミュージックプロダクション） 松井勇歩（劇団Patch） |
| 2016年11月20日（日曜日）10期生25周年号                                                             | なんばグランド花月                         | ザ・プラン9 水玉れっぷう隊 メッセンジャー オモロー山下 桂三度 ケンドーコバヤシ たむらけんじ ハリウッドザコシショウ（SMA NEET Project） 村越周司 チョコレートプラネット モンスターエンジン アキナ 酒井藍（吉本新喜劇） 福本愛菜（吉本新喜劇） シークレットゲスト・後藤秀樹（元・シェイクダウン） |
| 2016年12月23日（日曜日）聖夜号                                                                     | よしもと漫才劇場                           | ザ・プラン9 レイザーラモン ライス ロコスパ（ロングコートダディ、セルライトスパ） サクラライブ（トット、ジュリエッタ、ラフ次元） スーパーメイト（クラスメイト、スーパーノヴァ） ジソンダーソン（ジソンシン、ヘンダーソン） てるてる（ニッポンの社長、マユリカ、ビスケットブラザーズ） ひぐちとえりか（つぼみ） 竹下健人（劇団Patch） 吉本考志（劇団Patch） |
| 2017年1月15日（日曜日）                                                                            | よしもと漫才劇場                           | ザ・プラン9 木村祐一 藤崎マーケット 天竺鼠 和牛 ヒューマン中村 蛙亭 ガンバレルーヤ カスターニャtantan!! 近藤夏子（アソビシステム） |
| 2017年2月26日（日曜日）                                                                            | よしもと漫才劇場                           | ザ・プラン9 さらば青春の光（ザ・森東） 守谷日和 コマンダンテ コロコロチキチキペッパーズ ゆりやんレトリィバア 絶対アイシテルズ こまごめピペット（つぼみ） 小寺真理（吉本新喜劇） 近藤光史（昭和プロダクション・元MBSアナウンサー） |
| 2017年3月26日（日曜日）                                                                            | よしもと漫才劇場                           | ザ・プラン9 エハラマサヒロ クロスバー直撃 スマイル アインシュタイン セルライトスパ 見取り図 コーンスターチ 金属バット ひぐちとえりか（つぼみ） 諸見里大介（吉本新喜劇） 清水ミカ おおうえくにひろ（SAKURA entertainment） |
| 2017年4月16日（日曜日）ピン号                                                                      | よしもと漫才劇場                           | ザ・プラン9 山田花子 土肥ポン太 守谷日和 おいでやす小田 霜降り明星 爆ノ介 清友 シュークリーム（つぼみ） 森田まりこ（吉本新喜劇） 鳥居みゆき（サンミュージック） |
| 2017年5月28日（日曜日）                                                                            | よしもと漫才劇場                           | ザ・プラン9×ギャロップ レイザーラモン ヒガシ逢ウサカ アキナ ラニーノーズ ネイビーズアフロ ビスケットブラザーズ ゆたかな真也は一ノ介（吉田裕、松浦真也、島田一の介（吉本新喜劇）） ひぐちとえりか（つぼみ） 三好大貴（劇団Patch） 吉本考志（劇団Patch） |
| 2017年6月25日（日曜日）                                                                            | よしもと漫才劇場                           | ザ・プラン9 ハリウッドザコシショウ（SMA NEET Project） 笑い飯 天竺鼠 祇園 ビーフケーキ トット 蛙亭 なにわスワンキーズ あやつるぽん |
| 2017年7月23日（日曜日）8周年グランド号                                                             | なんばグランド花月                         | ザ・プラン9 原西孝幸（FUJIWARA） 宮川大輔 テンダラー かまいたち 藤崎マーケット シソンヌ 川畑泰史ユニット（今別府直之、諸見里大介、小寺真理（以上、吉本新喜劇）） 島田珠代（吉本新喜劇） 福本愛菜（吉本新喜劇） 今井成美（吉本新喜劇） サンシャイン池崎（ワタナベエンターテインメント） |
| 2017年8月27日（日曜日）漫才号                                                                      | よしもと漫才劇場                           | ザ・プラン9 ヘッドライト スーパーマラドーナ span! 吉田たち 見取り図 霜降り明星 風穴あけるズ（松竹芸能） 日乃陽菜美（昭和プロダクション） 山口りえ（昭和プロダクション） |
| 2017年9月24日（日曜日）                                                                            | よしもと漫才劇場                           | ザ・プラン9 高橋靖子 今別府直之 森田まりこ 井上安世 ビーバック（守谷日和、爆ノ介） ロングコートダディ 清友 からし蓮根 ビーフケーキ ゆりやんレトリィバァ ミキ 柴田英嗣（アンタッチャブル）（プロダクション人力舎） |
| 2017年10月22日（日曜日）                                                                           | よしもと漫才劇場                           | ザ・プラン9 ミサイルマン ライス おいでやす小田 おかずクラブ クロスバー直撃 ダブルアート ビスケットブラザーズ 絶対アイシテルズ THE ROB CARLTON 南園みちな 福本愛菜 近藤貴嗣 |
| 2017年11月9日（金曜日）100回記念号～100回目だよ！京橋集合ver.～                                    | 松下IMPホール（大阪・京橋）                | ザ・プラン9 バッファロー吾郎 ケンドーコバヤシ 土肥ポン太 友近 アキナ 和牛 かまいたち 大自然 ひぐちとえりか ちゃらんぽらん冨好 |
| 2017年11月17日（金曜日）100回記念号～久馬JAM ver.～                                                | 松下IMPホール（大阪・京橋）                | ザ・プラン9 野性爆弾 レイザーラモン ヘッドライト 藤崎マーケット ラニーノーズ すっちー 松浦真也 金原早苗 森田まりこ フラワーカンパニーズ 近藤夏子 ちゃらんぽらん冨好 |
| 2017年12月31日（日曜日） 年越し漫才号                                                              | よしもと祇園花月（京都）                   | ザ・プラン9 土肥ポン太 ファミリーレストラン ギャロップ モンスターエンジン ジャルジャル 学天即 金属バット 堀川絵美 月亭八織 哲夫（笑い飯） 武智正剛（スーパーマラドーナ） 西代洋（ミサイルマン） 瀬戸洋祐（スマイル） 田崎佑一（藤崎マーケット） 森田展義 アキ |
| 2018年1月14日（日曜日）                                                                            | よしもと漫才劇場                           | ザ・プラン9 ジミー大西 ヒューマン中村 ジュリエッタ タナからイケダ 祇園 プリマ旦那 ニッポンの社長 デルマパンゲ タレンチ 山本博・馬場裕之（ロバート） 福本愛菜 前田まみ |
| 2018年2月14日（日曜日）                                                                            | よしもと漫才劇場                           | ザ・プラン9 かまいたち 守谷日和 ジソンシン てんしとあくま 中山女子短期大学 ツートライブ セルライトスパ さや香 濱田祐太郎 チョップリン（松竹芸能） 岡田直子 鮫島幸恵 あやつるぽん! 彩羽真矢（シンフォニア） |
| 2018年3月17日（土曜日） ルミネ号                                                                   | ルミネtheよしもと（東京）                  | ザ・プラン9 2丁拳銃 チュートリアル シソンヌ ニューヨーク 横澤夏子 レインボー ルシファー吉岡（マセキ芸能社） 安達健太郎 高野祐衣 伊藤修子 |
| 2018年4月15日（日曜日）                                                                            | よしもと漫才劇場                           | ザ・プラン9 ジャルジャル アインシュタイン GAG少年楽団 ラフ次元 吉田たち 見取り図 ヘンダーソン ひぐちとえりか ふわふわパンチ |
| 2018年5月15日（日曜日）                                                                            | よしもと漫才劇場                           | ザ・プラン9 ジャングルポケット マルセイユ セルライトスパ ロングコートダディ マユリカ なにわスワンキーズ いなかのくるま 爆乳三姉妹（森田まりこ・服部ひで子・岡田直子） 鳥居みゆき（サンミュージック） |
| 2018年6月17日（日曜日）                                                                            | よしもと漫才劇場                           | ザ・プラン9 ザ☆健康ボーイズ しずる 爆ノ介 霜降り明星 ネイビーズアフロ おたまじゃくし 爛々 こまごめピペット 水森依音 ハリウッドザコシショウ（SMA） |
| 2018年7月1日（日曜日）9周年グランド号                                                              | なんばグランド花月                         | ザ・プラン9 ガレッジセール テンダラーユニット（ちゃらんぽらん冨好・山田スタジアム・今別府直之） アキナ 藤崎マーケット 守谷日和 アインシュタイン 浅香あき恵 アキ 井上安世 金原早苗 大野拓朗 市岡元気 |
| 2018年8月19日（日曜日）                                                                            | よしもと漫才劇場                           | ザ・プラン9 シンクタンク 東京ダイナマイト ヒューマン中村 トット 祇園 相席スタート 堀川絵美 紅しょうが コウテイ THEROBCARLTON |
| 2018年9月23日（日曜日）漫才号                                                                      | よしもと漫才劇場                           | ザ・プラン9 くまだまさし 見取り図 吉田たち ツートライブ ロングコートダディ マルセイユ さや香 からし蓮根 フースーヤ オジンオズボーン（松竹芸能） 劇団レトルト内閣 |
| 2018年10月6日（土曜日）ルミネ号                                                                    | ルミネtheよしもと                          | ザ・プラン9 絶景雑技団（又吉直樹（ピース）・村上純（しずる）・関町知弘（ライス）・中村英将（ゆったり感）・小川暖奈（スパイク）） 佐久間一行 板倉俊之（インパルス） 天竺鼠 3時のヒロイン 池田一真（しずる） 田所仁（ライス） 江崎峰史（ゆったり感） 松浦志穂（スパイク） 平田敦子 ゾフィー（グレープカンパニー） |
| 2018年11月11日（日曜日）四星球と。号                                                               | なんばグランド花月                         | ザ・プラン9 土肥ポン太 ガリットチュウ ミサイルマン ジャルジャル クロスバー直撃 祇園 蛙亭 アキ 太田芳伸 小寺真理 四星球 |
| 2018年12月31日（月曜日）紅白ネタ合戦号                                                             | よしもと祇園花月                           | ザ・プラン9 笑い飯 ファミリーレストラン スーパーマラドーナ おいでやす小田 天竺鼠 ねこ屋敷 レイザーラモンHG ミサイルマン 毛利大亮（ギャロップ） 大林健二（モンスターエンジン） ガリガリガリクソン 平山昌雄 堀川絵美 STAR☆JACKS マーク・パンサー（And japan Production） |
| 2019年1月27日（日曜日）                                                                            | よしもと漫才劇場                           | ザ・プラン9 ギャロップ モンスターエンジン 見取り図 プリマ旦那 ニッポンの社長 滝音 コウテイ 天才ピアニスト やさしいズ 仙堂花歩 鮫島幸恵 |
| 2019年2月2日（土曜日）                                                                             | よしもと漫才劇場                           | ザ・プラン9 藤崎マーケット 守谷日和 ジュリエッタ パーフェクト・ダブル・シュレッダー トット ヒガシ逢ウサカ 紅しょうが さや香 紺野ぶるま（松竹芸能） 宇都宮まき 近藤夏子（SUPA LOVE） |
| 2019年3月9日（土曜日）ルミネ号                                                                     | ルミネtneよしもと                          | ザ・プラン9 板尾創路（130R） フットボールアワー 相席スタート ジェラードン 空気階段 三秋里歩 門脇佳奈子 ザ・ギース（ASH&D） マツモトクラブ（SMA） |
| 2019年4月7日（日曜日）                                                                             | よしもと漫才劇場                           | ザ・プラン9 金属バット セルライトスパ ロングコートダディ からし蓮根 ラニーノーズ 田口合奏団（タグ（ダブルアート）、ヘンダーソン、プリマ旦那、兎（ロングコートダディ）、阪本（マユリカ）） チョップリン（松竹芸能） 伊丹祐貴 もみちゃん☆ズ |
| 2019年5月12日（日曜日）                                                                            | よしもと漫才劇場                           | ザ・プラン9 トータルテンボス クロスバー直撃 ヒューマン中村 天竺鼠 Dr.ハインリッヒ 清友 たくろう ガオ～ちゃん 彩羽真矢（シンフォニア） |
| 2019年6月16日（日曜日）                                                                            | よしもと漫才劇場                           | ザ・プラン9 アインシュタイン 女と男 ツートライブ 爆ノ介 ネイビーズアフロ ビスケットブラザーズ 絶対アイシテルズ エンペラー メンバー 岡田直子 吉岡友見 岩部彰（ミサイルマン） |
| 2019年7月26日（金曜日）10周年グランド号                                                            | なんばグランド花月                         | ザ・プラン9 Aさん友近ゆりやん（バッファロー吾郎A、友近、ゆりやんレトリィバァ） スーパーマラドーナ ロングコートダディ ネイビーズアフロ 石田明（NON STYLE） 未知やすえ 松浦真也 吉田裕 金原早苗 イワイガワ（浅井企画） 関根勤（浅井企画） |
| 2019年8月18日（日曜日）                                                                            | よしもと漫才劇場                           | ザ・プラン9 ギャロップ アキナ ラフ次元 ニッポンの社長 マユリカ 蛙亭 ロックンロールブラザーズ ねこ屋敷 桂ぽんぽ娘 あやつるぽん! Aマッソ（ワタナベエンターティメント） |
| 2019年9月7日（土曜日）ルミネ号                                                                     | ルミネtheよしもと                          | ザ・プラン9 陣内智則 ケンドーコバヤシ ハリウッドザコシショウ（SMA） 劇団椿（大山英雄、椿鬼奴、佐藤大（グランジ）） ガリットチュウ ザ・パンチ 三浦マイルド マヂカルラブリー ネルソンズ ゆにばーす エグスプロージョン 光永 |
| 2019年10月20日（日曜日）                                                                           | よしもと漫才劇場                           | ザ・プラン9 土肥ポン太 西田幸治（笑い飯） 守谷日和 セルライトスパ ビスケットブラザーズ なにわスワンキーズ コウテイ ラニーノーズ カベポスター エルフ パーパー（マセキ芸能社） |
| 2019年11月17日（日曜日）                                                                           | よしもと漫才劇場                           | ザ・プラン9 木村祐一 アキ 笑い飯 ジョイマン てんしとあくま ダブルアート 隣人 チェリー大作戦 天才ピアニスト キャツミ すみれ歌劇団（彩羽真矢（シンフォニア）、堀川絵美） アキラ100%（ソニー・ミュージックアーティスツ） |
| 2019年12月31日（火曜日）年越し号                                                                   | よしもと祇園花月                           | ザ・プラン9 チョップリン（松竹芸能） レイザーラモンHG アジアン もりやすバンバンビガロ 堀川絵美 あやつるぽん! 吉本新喜劇（安尾信乃助、アキ、高井俊彦、重谷ほたる、佐藤太一郎、タックルながい。、岡田直子、谷川友梨、松浦景子、佐藤武志） |
| 2020年1月26日（日曜日）                                                                            | よしもと漫才劇場                           | ザ・プラン9 しずる スマイル 祇園 令和喜多みな実 蛙亭 ラニーノーズ 爆ノ介 清友 もみちゃん☆ズ 福本愛菜 わらふぢなるお（グレープカンパニー） |
| 2020年2月5日（水曜日）ザ・プラン9が120分月刊コントをやり続けRGが合間合間にあるあるを歌い続ける会号 | なんばグランド花月                         | ザ・プラン9 レイザーラモン モンスターエンジン 吉田たち セルライトスパ ロングコートダディ 松浦真也 吉田裕 信濃岳夫 金原早苗 ウルフルケイスケ（タイスケ） |
| 2020年6月21日（日曜日）ソーシャルディスタンス号                                                    | よしもと漫才劇場                           | ザ・プラン9 アキナ 守谷日和 爆ノ介 ヒガシ逢ウサカ エルフ |
| 2020年7月6日（月曜日）11周年グランド号                                                             | なんばグランド花月                         | ザ・プラン9 アキナ 藤崎マーケット ロングコートダディ Mr．コント（令和喜多みな実、爆ノ介、清友、ラニーノーズ） 鮫島幸恵 伊丹祐貴 すっちー 内場勝則 |
| 2020年8月17日（月曜日）11周年ルミネ号                                                              | ルミネtheよしもと                          | ザ・プラン9 リットン調査団 CONTS（河本準一（次長課長）、大山英雄、村田秀亮（とろサーモン）） ライス うるとらブギーズ ななまがり 男性ブランコ そいつどいつ 谷川愛梨 藤井菜央 安達健太郎 福田充徳（チュートリアル） |
| 2020年9月13日（日曜日）                                                                            | よしもと漫才劇場                           | ザ・プラン9 土肥ポン太 ヒューマン中村 ニッポンの社長 紅しょうが ビスケットブラザーズ エンペラー コウテイ カベポスター ねこ屋敷 前田真希 アッパレード木尾 白桃ピーチよぴぴ チョップリン（フリー） |
| 2020年10月4日（日曜日）                                                                            | よしもと漫才劇場                           | ザ・プラン9 ジュリエッタ 関西コント保安協会（セルライトスパ、ロングコートダディ、ニッポンの社長） マイスイートメモリーズ 滝音 ヒガシ逢ウサカ 空気階段 リアル おばたのお兄さん 福本愛菜 茜チーフ |
| 2020年11月8日（日曜日）                                                                            | よしもと漫才劇場                           | ザ・プラン9 守谷日和 中山女子短期大学 清友 マユリカ kento fukaya ラニーノーズ ゆりやんレトリィバァ 井上安世 金原早苗 石塚朱莉（NMB48） |
| 2021年1月10日（日曜日）                                                                            | よしもと漫才劇場（オンライン配信）         | ザ・プラン9 ジソンシン ネイビーズアフロ ビスケットブラザーズ さや香 プードル つぼみ大革命 もりすけ 田村裕（麒麟） 島田珠代 |
| 2021年2月8日（月曜日）                                                                             | ルミネtheよしもと                          | ザ・プラン9 2丁拳銃 ロバート おいでやす小田 スパイク アイロンヘッド 石田明（NON STYLE） 野々村友紀子 |
| 2021年3月14日（日曜日）                                                                            | よしもと漫才劇場                           | ザ・プラン9 チュートリアル 藤崎マーケット Dr.ハインリッヒ ヘンダーソン 隣人 チェリー大作戦 今井らいぱち 佐藤綾香 |
| 2021年4月18日（日曜日）                                                                            | よしもと漫才劇場                           | ザ・プラン9 アキナ 令和喜多みな実 マユリカ ラニーノーズ ハイツ友の会 堀川絵美 |
| 2021年5月23日（日曜日）                                                                            | よしもと漫才劇場                           | ザ・プラン9（久馬休演、代演清友） 祇園 ジソンシン ロングコートダディ ニッポンの社長 エルフ 武田訓佳（舞夢プロ） 満腹満（舞夢プロ） |
| 2021年6月13日（日曜日）                                                                            | よしもと祇園花月                           | ザ・プラン9 岩部彰（ミサイルマン） かんざき（てんしとあくま） ひぐちとえりか |
| 2021年7月18日（木曜日）12周年グランド号                                                            | なんばグランド花月                         | ザ・プラン9 FUJIWARA ミルクボーイ ヒューマン中村 ツートライブ コウテイ ねこ屋敷 河井ゆずる（アインシュタイン） ゾフィー（グレープカンパニー） 福本愛菜 島田珠代 |
| 2021年8月21日（土曜日）ルミネde大宮セブン号                                                        | ルミネtheよしもと                          | ザ・プラン9 囲碁将棋 マヂカルラブリー GAG タモンズ すゑひろがりず ジェラードン |
| 2021年9月19日（日曜日）                                                                            | よしもと漫才劇場                           | ザ・プラン9 ニッポンの社長 セルライトスパ ロングコートダディ ニゲルベ 20世紀 ザ・マミィ（プロダクション人力舎） こまごめピペット 千葉公平（吉本新喜劇） |
| 2021年10月31日（日曜日）                                                                           | よしもと漫才劇場                           | ザ・プラン9 モンスターエンジン 吉田たち マイスイートメモリーズ なにわスワンキーズ フミ ミクミクサイダー（河邑ミク・森本サイダー）（松竹芸能） もみちゃん☆ズ |
| 2021年11月27日（土曜日）                                                                           | 紀伊國屋ホール                             | ザ・プラン9 守谷日和 アイロンヘッド 3時のヒロイン やさしいズ コットン チャンス大城 エクスプロージョン サスペンダーズ（マセキ芸能社） |
| 2021年12月26日（日曜日）年末号                                                                     | よしもと漫才劇場                           | ザ・プラン9 ビスケットブラザーズ カベポスター cacao ヤッピーちゃん（ねこ屋敷、ハイツの友の会） ひぐちとえりか 紺野ぶるま（松竹芸能） |
| 2022年1月22日（土曜日）故郷に錦号                                                                  | 南海浪切ホール                             | ザ・プラン9 なだぎ武 あいはら雅一（メッセンジャー） 桂三度 ケンドーコバヤシ 岩部彰（ミサイルマン） おいでやす小田 アキナ ロングコートダディ セルライトスパ ニッポンの社長 ゆりやんレトリィバァ 彩羽真矢（シンフォニア） 永野（クレープカンパニー） 吉田裕（吉本新喜劇） 川畑泰史（吉本新喜劇） 未成映薫（吉本新喜劇） クワバタオハラ（ホリプロコム） |
| 2022年2月27日（日曜日）                                                                            | よしもと漫才劇場                           | ザ・プラン9 ビーフケーキ ガクテンソク ジュリエッタ 稲田美紀（紅しょうが） らいken（今井らいぱち、kentofukaya） オダウエダ 天才ピアニスト 女ガールズ |
| 2022年3月28日（月曜日）キング集号                                                                  | ルミネtheよしもと                          | ザ・プラン9 バッファロー吾郎 ロバート ライス コロコロチキチキペッパーズ 空気階段 かもめんたる（サンミュージック） |
| 2022年4月17日（日曜日）                                                                            | よしもと漫才劇場                           | ザ・プラン9 ミルクボーイ ななまがり 見取り図 ビスケットブラザーズ マユリカ 紅しょうが ハイツの友の会 白桃ピーチよぴぴ にぼしいわし（フリー） |
| 2022年5月22日（日曜日）                                                                            | よしもと漫才劇場                           | ザ・プラン9 藤崎マーケット 川原克己（天竺鼠） ダブルアート オズワルド 20世紀 シカゴ実業 うただ サツマカワRPG（ケイダッシュステージ） 福田麻貴（3時のヒロイン） 小寺真理 あやつるぽん! |
| 2022年6月29日（水曜日）6月グランド号                                                               | よしもと漫才劇場                           | ザ・プラン9 おいでやすこが ヒューマン中村 ヘンダーソン ZAZY カベポスター お見送り芸人しんいち かが屋（マセキ芸能社） 松浦真也 森田まりこ 武将様（岩部彰（ミサイルマン）） OWV TEAM SHACHI |
| 2022年7月20日（水曜日）久馬生誕50祭号                                                              | なんばグランド花月                         | ザ・プラン9 千原兄弟 チャンス大城 黒田有（メッセンジャー） 武将様（岩部彰（ミサイルマン）） アキナ ニッポンの社長 ビスケットブラザーズ 天才ピアニスト 金原早苗 黒木千晶（読売テレビアナウンサー） 大槻ケンヂ |

## オープニングに使われた曲
- 2009年7月〜
  - ユニコーン「WAO!」
- 2010年1月〜
  - ザ・クロマニヨンズ「スピードとナイフ」
- 2010年7月〜
  - 怒髪天「オトナノススメ」
- 2011年2月〜
  - 東京スカパラダイスオーケストラ「流星とバラード」
- 2011年7月〜
  - フラワーカンパニーズ「ラララで続け！」
- 2012年3月〜
  - ザ50回転ズ「ベラルーシより愛をこめて」
- 2012年7月〜
  - 忌野清志郎「JUMP」
- 2013年1月〜
  - 地球三兄弟「呼びにきたよ」
- 2013年7月〜
  - 高橋優「（Where's）THE SILENT MAJORITY？」
- 2014年〜
  - 銀杏BOYZ「ボーイズ・オン・ザ・ラン」
- 2014年7月〜
  - ザ・クロマニヨンズ「炎」
- 2015年
  - ニューロティカ「COME ON JOIN US」
- 2015年7月〜
  - MANNISH BOYS「曲がれない」
- 2016年1月〜
  - ウルフルズ「ボンツビワイワイ」
- 2016年7月〜
  - KANA-BOON「ランアンドラン」
- 2017年1月～
  - Hi-STANDARD「You Can't Hurry Love 」
- 2017年7月～
  - フラワーカンパニーズ「三十三年寝太郎BOP」
- 2018年1月〜
  - チャラン・ポ・ランタン「雄叫び」
- 2018年7月〜
  - エレファントカシマシ「Eazy Go」
- 2019年1月〜
  - ザ・クロマニヨンズ「生きる」
- 2019年7月〜
  - BiSH「stereo future」